# Ein (trigramme)
Cette page contient des caractères spéciaux ou non latins. S’ils s’affichent mal (▯, ?, etc.), consultez la page d’aide Unicode.
Pour les articles homonymes, voir EIN.
Ein (minuscule ein) est un trigramme de l'alphabet latin composé d'un E, d'un I et d'un N. 

## Linguistique
- En français, le trigramme ‹ ein › représente le son [ɛ̃] (exemple : rein).

## Représentation informatique
Il n'existe aucun encodage de ‹ ein › sous la forme d'un seul signe. Il est toujours réalisé en accolant un E, un I et un N.